# المنظمة الكشفية الوطنية التايلاندية

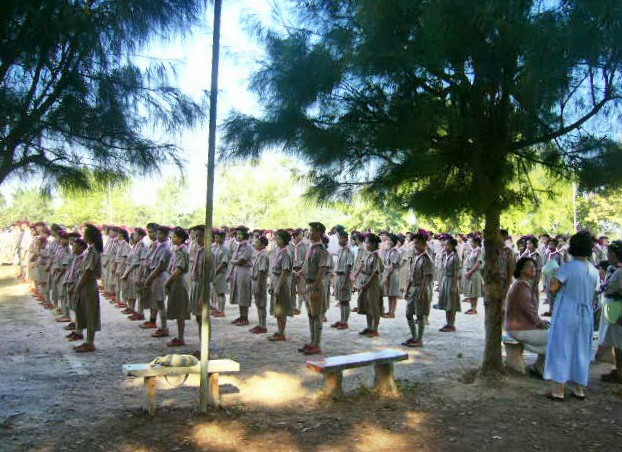

المنظمة الكشفية الوطنية التايلاندية هي المنظمة الكشفية الوطنية في تايلاند ولقد ظهرت الحركة الكشفية في تايلاند في عام 1911 ولقد كانت من بين الأعضاء المؤسسين للمنظمة العالمية للحركة الكشفية في عام 1922 والمنظمة لديها حوالي 828248 عضو (اعتبارا من 2013)  وهو مختلطة أي متاحه لكلا من الجنسين البنين والبنات.